# Калифорнийски университет, Ривърсайд
Калифорнийският университет, Ривърсайд (на английски: University of California, Riverside още UC Riverside или UCR) е един от десетте Калифорнийски университета, известен с икономическото си и етническо многообразие.
Основната част на университета е разположена в Ривърсайд, Калифорния, а останалата в Палм Дезърт, Калифорния на надморска височина от 340 до 440 метра.
„Ривърсайд“ е пионер в изследванията на биологичния контрол над вредители и използването на регулатори на растежа, които са отговорни за удължаване на сезона на цитрусовата вегетация в Калифорния от четири до девет месеца. Някои от най-значимите научно-изследвателски колекции в света на цитрусовото разнообразие и ентомология, както и на научна фантастика и фотография са разположени в UCR.

## Галерия
- Университетска ботаническа градина
- Институт по ентомология
- Университетската часовникова кула
- Ентомологически изследователски музей

## Известни възпитаници
- Ричард Шрок (р. 1945), американски химик, носител на Нобелова награда за химия (2005)